# Ley del Gobierno (Israel)
Ley del Gobierno es el nombre con el que se conoce una de las leyes fundamentales de Israel. Define la condición, elegibilidad, funciones, atribuciones y competencias del Gobierno de Israel